# Vatnajökull
Ledenik Vatnajökull (ledenik rek), znan tudi kot ledenik Vatna, je največji in najobsežnejši islandski ledenik in eden največjih v Evropi. Nahaja se jugovzhodu otoka in zajema več kot 8 % ozemlja.

## Velikost
S površino 8.100 km² je Vatnajökull največji ledenik v Evropi, glede na prostornino 3.100 km³ pa drugi največji za Austfonna na Nordaustlandet na Norveškem (brez upoštevanja vedno večjega Severnega ledenega pokrova v/na Novi deželi (Но́вая Земля́ ), ki pripada Rusiji in za katerega velja, da leži na skrajnem severovzhodu Evrope). Dne 7. junija 2008 je postal del narodnega parka Vatnajökull.
Povprečna debelina ledu znaša med 300 in 400 m, največja debelina do 1.000 m. Tukaj je tudi najvišji islandski vrh Hvannadalshnúkur 2.109,6 m, in sicer v južnem obrobju Vatnajökulla v bližini Narodnega parka Skaftafell.

## Vulkani
Pod ledom, kot v mnogih ledenikih Islandije, obstaja več vulkanov. Pod ledenikom so vsaj tri vroče, aktivne točke z občasnimi izbruhi vulkanov, s tem pa je  povezano taljenje ledu in nenadno naraščanje ledeniških vodotokov. Največjo potencialno nevarnost vulkanske aktivnosti pod ledenikom predstavlja Grímsvötn, najaktivnejši vulkan na Islandiji, ki leži nekje sredi ledenika Vatnjajökull. Grimsvötn (vötn – jezero) je tudi veliko jezero v vulkanski kalderi pod ledenikom, ki lahko ob silovitem izbruhu predre ledeni pokrov in kot jökulhlaups odteče proti južnim obalam otoka. To se je nazadnje zgodilo leta 1996, ko je nastal izbruh pod 200 m debelim ledenim pokrovom ledenika Skaftafelsjökulla. Vulkan je stopil ogromne količine ledu, te vode pa so pridrle v deltasti izliv reke Skeiðará in reke Gigjukvisl ter v strašni poplavi - Skeiðará je čez noč narastla z 200 m³/s na 50.000 m³/s - uničila most na glavni cesti.
21. maja 2011 je spet začel bruhati vulkan Grímsvötn v Narodnem parku Vatnajökull. Oblak prahu in dima je segel 20 km visoko in je ostalo le pri emisijah pepela. 
V zadnji ledeni dobi je prišlo do številnih vulkanskih izbruhov pod ledenikom Vatnajökull in ustvarilo veliko subglacialnih ognjenikov.

## Jökulhlaups
Jökulhlaups je pojav, ko pod ledeniškim pokrovom zaradi geotermalne oziroma vulkanske dejavnosti nastane silovito taljenje ledu, ob tem pa se lahko pod ledom akumulirajo cela jezera vode, ki postopoma predrejo ledeni okov in kot silovit ledeniški vodni tok odtečejo izpod ledenika proti morju. Predrejo ga lahko tako, da ustvarijo tunel v ledeniku, skozi katerega odtečejo izpod ledenika, lahko pa ga predrejo tudi navzgor, zaradi pritiskov akumulirane ujete vode oziroma zaradi pritiska ledu nad vodo, ujeto v ledeniku.
Jökulhlaups predstavljajo prebivalstvu v južnem in jugovzhodnem delu Islandije stalno nevarnost, saj prečkajo glavno cestno povezavo. Sicer pa je ta svet skoraj neposeljen, izjema so le manjša naselja in samotne kmetije ob obali.
Skeiðarársandur je najobsežnejše naplavinsko območje na Islandiji in tudi na svetu, saj meri 1.300 km². Pokrajina je gosto prepredena s plitvimi, tudi manj kot pol metra globokimi vodnimi tokovi, ki izpod ledenikov nosijo mulj. Tako pokrajino imenujejo sandur. Ob nastanku vulkanske aktivnosti pod ledeniki, se vodni tokovi sandurjev silovito dvignejo, poplavijo pokrajino in nanosijo več metrov debele nanose iz drobnih ledeniških grobelj. Te nanose nato v naslednjih nekaj letih reke odnesejo v morje in sandur se ponovno uravna, do pojava naslednjega jökulhaupa.

## V kulturi
Leta 1950 je Douglas DC-4, ki ga je upravljala zasebna letalska družba Loftleidir zasilno pristal na ledeniku Vatnajökull, od koder ni več vzletel. Njegov zapuščen trup je bil prikazan v filmu Heima (2007), dokumentarec o turneji zasedbe Sigur Rós.
Ledenik je bil uporabljen kot kulisa leta 1985 posnetega filma o Jamesu Bondu Pogled ki ubija, v katerem Bond (igral ga je Roger Moore) odpravi s številnimi oboroženimi lopovi preden ga reši podmornica na Aljasko. Tudi nekateri drugi filmi so bili posneti na ali z uporabo lagune Jökulsárlón ob izteku iz ledenika Vatnajökull.
V novembru 2011 je bil ledenik uporabljen kot lokacija za streljanje v drugi sezoni domišljijske TV serije Game of Thrones na HBO.

## Iztekajoči ledeniki
Ledenik Vatnajökull ima približno 30 izstopnih ledenikov. Islandski izraz za ledenik jökull je izraz za izstopni ledenik. Naveden je delni seznam izstopnih ledenikov iz Vatnajökulla, razvrščenih po štirih upravnih območjih Narodnega parka.
Južno območje
- Breiðamerkurjökull
- Brókarjökull
- Falljökull
- Fjallsjökull
- Fláajökull
- Heinabergsjökull
- Hoffellsjökull
- Hólárjökull
- Hrútárjökull
- Kvíárjökull
- Lambatungnajökull
- Morsárjökull
- Skaftafellsjökull
- Skálafellsjökull
- Skeiðarárjökull
- Stigárjökull
- Svínafellsjökull
- Viðborðsjökull
- Virkisjökull

Vzhodno območje
- Brúarjökull
- Eyjabakkajökull
- Kverkjökull

Severno območje
- Dyngjujökull

Zahodno območje
- Köldukvíslarjökull
- Síðujökull
- Skaftárjökull
- Sylgjujökull
- Tungnaárjökull